# یولاند زوبرمن
یولانده زوبرمن (انگلیسی: Yolande Zauberman؛) کارگردان فیلم، فیلم‌نامه‌نویس اهل فرانسه است.
از فیلم‌هایی که وی در آن‌ها نقش داشته‌است، می‌توان به من ایوان، تو آبراهام اشاره نمود.